# Tsurugaoka Hachiman-gū
El Tsurugaoka Hachiman-gū (鶴岡八幡宮?) es el Santuario Shinto más importante de la ciudad de Kamakura, en la Prefectura de Kanagawa (Japón). El santuario se encuentra en el centro geográfico y cultural de Kamakura, que históricamente ha crecido alrededor del complejo sintoísta.

## Historia
Fue construido originalmente en el 1063 cerca de Yuigahama, y dedicado al Emperador Ojin, su madre, la Emperatriz Consorte Jingū, y su esposa Hime-gami. Minamoto no Yoritomo, el fundador del Shogunato Kamakura, lo trasladó a su localización actual en el año 1191 e invitó a Hachiman (Dios de los guerreros) a residir en él y velar por su gobierno. Existen otros santuarios en el complejo sintoísta, siendo los más importantes el Santuario menor al fondo, y el Santuario mayor, 61 escalones arriba. El actual Santuario menor fue construido en 1828 por Ienari Tokugawa, el 11.º shōgun del Shogunato Tokugawa.
La avenida que lleva a la capilla posee a sus extremos árboles de cerezo que fueron ubicados allí por Yoritomo, como una oración por el buen nacimiento de su primogénito. Minamoto no Sanetomo, el tercer shōgun de Kamakura fue asesinado el 13 de febrero de 1219 por un arquero oculto detrás del gran árbol de ginkgo. El árbol se mantuvo en pie junto a la escalera que da acceso al Santuario principal hasta el 10 de marzo de 2010, cuando apareció caído debido a una putrefacción de las raíces.
Entre 1871 y 1946, el Santuario fue designado oficialmente como uno de los Kokuhei-chūsha (国幣中社?), lo que significó que quedaba bajo apoyo y protección del gobierno nipón.